# Вятсяри
Вятсяри (фин. Vätsärin erämaa, швед. Vätsäriområdet) — заповедная территория, расположенная вдоль северо-восточного берега озера Инариярви в общине Инари, северная Финляндия, и простирающаяся по всей восточной границе Норвегии и Финляндии. Пространство занимают преимущественно таёжные леса с растущими сосной обыкновенной, верховыми болотами и водоёмами. На востоке местность имеет выраженный кряжистый ландшафт. Вятсари — один из 12 заповедных зон в Лапландии и занимает около 1550 км2 (600 кв. миль) По территории проложена одна тропа и несколько хижин для наблюдения и отдыха. Заповедник основан в 1991 году и находится под надзором лесного управления Финляндии. Это одна из трёх составляющих парка Пасвик-Инари, находящийся одновременно на территории Норвегии и Финляндии, и присоединённый к норвежско-русской резервации Пасвик.
Флора и фауна местности достаточно бедны; здесь бывают холодные зимы, ежегодно маленькое количество осадков, и не плодородные почвы, насыщенные гнейсом. Озеро Инариярви пострадало от кислотных дождей и уходом рыбы из-за гидроэлектростанций на реке Патсойоки. Территория является местом обитания бурого медведя и лося. Оленеводство практикуется саамами. Сиг и ряпушка — основные представители рыб в данном регионе.

## География
Дикая местность располагается на северо-восточном берегу озера Инариярви и тянется на север к безлесным горным хребтам. Заповедник находится полностью в пределах муниципалитета Инари и восточная граница тянется вдоль норвежской зоны. Ландшафт полностью состоит из тайги, включая сосны, верховых болот, множества маленьких озёр и ручьёв. Большинство ручьёв впадает в Инарьярви, из которой вытекает река Пасвик. Постройка ГЭС сильно изменило водную систему региона, заметно сильно снизила скорость потоков. Теперь уровень воды наивысший осенью и наименьший весной, в отличие от прошлого.
Почва состоит в основном из гнейса, разнообразных сланцев и вулканических пород. Бассейн Инари образовался в вовремя последней ледниковой эпохи, когда ледяные пласты в реке Пасвик препятствовали стоку тёплой воды. Климат достаточно суровый и допускает вегетативный период в пределах 110—120 дней. Температура может подняться до 25 °C (77 °F) летом и упасть до −40 °C (−40 °F) зимой. Северо-восточный берег был образован Баренцевым морем. Снега зимой не очень много. Норма осадков около 200—500 мм в год, половина из которых выпадает в вегетативный период. Таяние ледяного покрова происходит до июня. Земли отравлены кислотными дождями, пришедшими из Норильска.

## История
Территория была заселена в Каменном веке саамами озера Инари сразу после окончания последнего ледникового периода около 8000 лет до н. э. Первые документы в этих местах, а именно налоговый учёт, датированы XVI веком. Инарские саамы занимались оленеводством, но затем перешли на разведения овец. Территория принадлежала Инари Сииде в средие века. До закрытия границы в 1852, норвежские саамы приходили сюда во время зимы для выпаса оленей. Из-за пограничного контроля некоторые кочевники остались на территории Финляндии и продолжили свой промысел. Количество оленеводских хозяйств увеличилось в XX веке. Люди в этой области путешествовали по озеру Инари и далеко к побережью Финнмарк, Норвегия для ловли рыбы в течение лета. Из записей торговых дневников следует, что около 150 человек отправлялись к острову в 1880-е. Увеличение плотогонной переправы началось в 1920-х когда плоты отправляли через реку Пасвик в Эльвенес и Якобснес в Норвегии. Ранее древесина делалась из берёзы, но в 1960-х эти леса были съедены гусеницей Autumnal moth, оставив вырубку безрезультатной. Начало гидроэлектропромышленности в регионе негативно сказалось на популяции рыбы. Поэтому в 1976 года власти ввели распоряжение об обязательном разведении рыбы в озере.

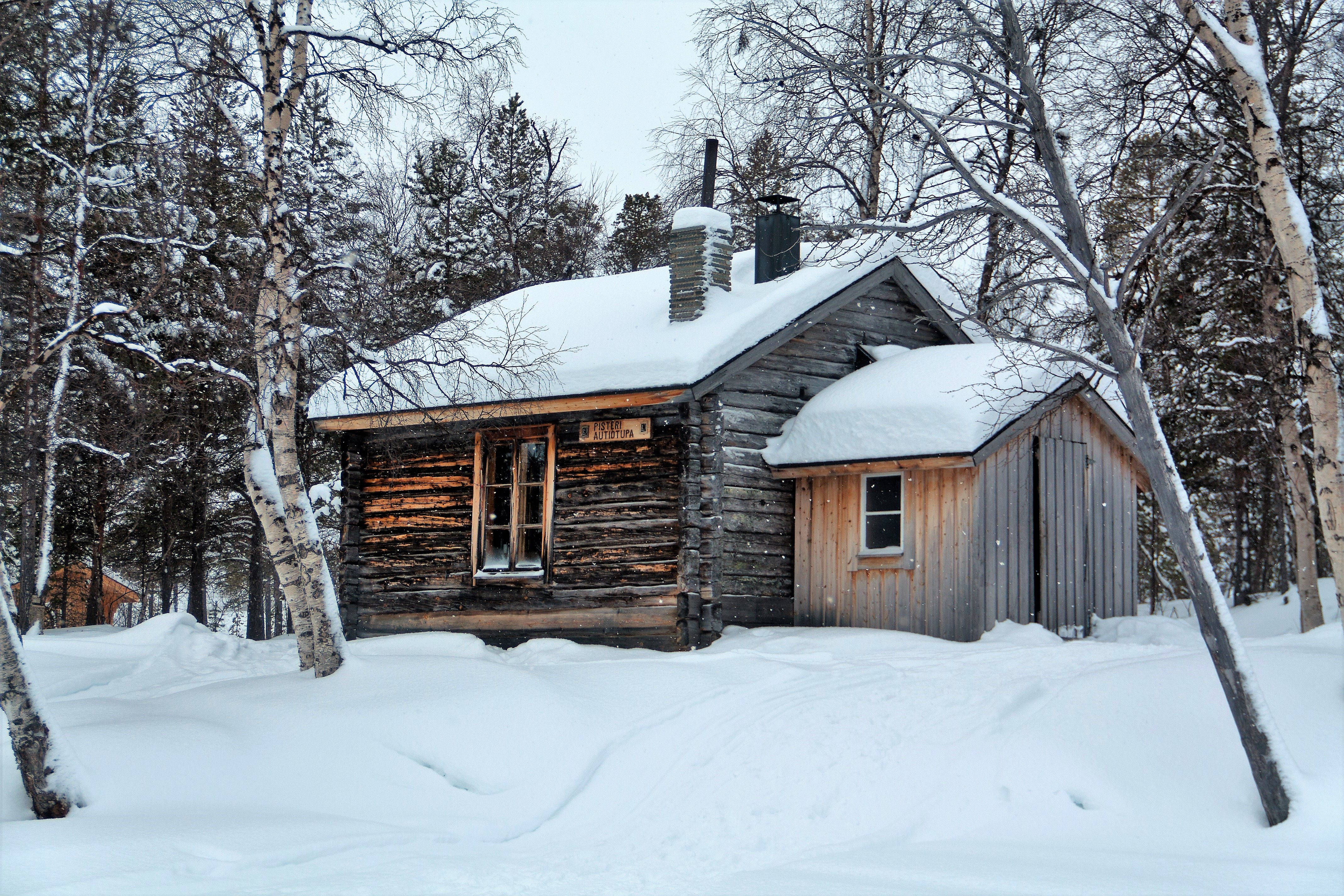
Хижина на берегу озера Инари

12 заповедных зон Лапландии были организованы в 1991 году для защиты дикой природы и саамской культуры. Эти заповедники охватывают общую территорию в размере 14 903 квадратных километра (5754 кв. миль), где мероприятия по строительству дорог и охота запрещены. Парк Пасвик-Инари создан в три этапа: Овре Пасвик основан в 1970 году, российская часть была присоединена в 1992, и остальную норвежская зону соединили с основной площадью на следующий год. В 2003 году Пасвик-Инари был окончательно расширен и стал охраняемой зоной, охватывающей три страны.

## Администрация
Территория находится под управлением Лесной службы Финляндии. Зона не является строго охраняемой. Ограничения требуют сохранять леса в их естественном виде, а также запрет их вырубки. Продажа и аренда земли запрещена, как и строительство дорог и горнодобывающая промышленность.

## Природа
Ареал бурого медведя, наряду с Норвегией и Россией. Из других хищников можно выделить лису, горностая, лесную куницу и более редкие росомаху и рысь. До 1940-х здесь обитала большая диаспора волков. Также велика популяция лосей. Численность оленей насчитывает около 6000 особей. Чтобы как-то рассредоточить ареал по всем трём странам заповедника Певек-Инаре, было решено установить специальные заграждения.
Сиг и ряпушка — основные виды рыб в заповеднике, форель можно поймать в ручьях. Другие представители водных обитателей: арктический голец, европейский хариус, щука, пресноводный окунь, налим, трёхиглаяколюшка и девятииглая колюшка.
Нижние участки территории занимают таёжные леса. Представлены сосна, берёза, ива и рябина. В заповеднике произрастает уникальная комбинация видов растений: сибирская и красная пушица.

## Места для отдыха
Большинство мест для отдыха расположены возле озера Инари, хотя некоторое число посетителей ходят в сопки. В заповеднике неопытным туристам рекомендуют не посещать дикие места вне маршрута. Можно получить доступ к лыжному туризму и кемпингу во всей зоне. Общественный транспорт ходит в посёлок Неллим.
Тропа Пиилола является единственной проложенной в парке, соединяющая резервация с парком Овре Пасвик в Норвегии. Её протяжённость 35 километров (22 миль) На озере доступна рыбалка, прогулки на каноэ. В зимнее время доступны маршруты на снегоходах.